# Дмитровка (муниципальный округ Егорьевск)
Дми́тровка — деревня в муниципальном округе Егорьевск Московской области России.

## География
Деревня Дмитровка расположена в восточной части муниципального округа Егорьевск, примерно в 16 километра к юго-востоку от города Егорьевск. В 2,5 километрах к юго-западу от деревни протекает река Устынь. Высота над уровнем моря 140 метров.

## История
До отмены крепостного права в России жители деревни относились к разряду государственных крестьян. После 1861 года деревня вошла в состав Парыкинской волости Егорьевского уезда. Приход находился в селе Княжево.
В 1926 году деревня входила в Дмитриевский сельсовет Двоенской волости Егорьевского уезда.
До 1994 года Дмитровка входила в состав Полбинского сельсовета Егорьевского района, в 1994—2004 годы — Полбинского сельского округа, а в 2004—2006 годы — Подрядниковского сельского округа.
До 2015 года входила в состав сельского поселения Юрцовское.
В 2015 году вошла в состав городского округа Егорьевск, образованного в том же году путем упразднения Егорьевского района и объединения всех его поселений в единый городской округ.

## Демография
В 1885 году в деревне проживало 841 человек, в 1905 году — 1109 человек (577 мужчин, 536 женщин), в 1926 году — 868 человек (410 мужчин, 458 женщин). По переписи 2002 года — 247 человек (103 мужчины, 144 женщины). Население — 253 человек (2010).
| 1859 | 1868 | 1885 | 1905  | 1926 | 2002 | 2006 |
| ---- | ---- | ---- | ----- | ---- | ---- | ---- |
| 566  | ↗685 | ↗841 | ↗1109 | ↘868 | ↘247 | ↘225 |
| 2010 |      |      |       |      |      |      |
| ↗253 |      |      |       |      |      |      |